# Sureśwara
Sureśwara (VIII-IX wiek) – filozof hinduistyczny, uczeń Śankary i bezpośredni kontynuator jego nauk adwajtawedanty. Przypisuje mu się autorstwo dzieła polemizującego ze szkołą mimansy - Najskarmjasiddhi.